# Леветти, Сара
Са́ра Леве́тти (итал. Sara Levetti; род. 31 октября 1991) — итальянская кёрлингистка.
В составе женской сборной Италии участница чемпионата Европы 2013 (заняли десятое место). Чемпионка Италии среди женщин. В составе женской юниорской сборной Италии участница двух первенств Европы среди юниоров (лучший результат — бронзовые призёры в 2011).
Играла в основном на позиции третьего.

## Достижения
- Чемпионат Италии по кёрлингу среди женщин: золото (2017).
- Первенство Европы по кёрлингу среди юниоров: бронза (2011).

## Команды
| Сезон   | Четвёртый          | Третий             | Второй            | Первый            | Запасной                                   | Турниры            |
| ------- | ------------------ | ------------------ | ----------------- | ----------------- | ------------------------------------------ | ------------------ |
| 2010—11 | Laura Gualtiero    | Giada Mosaner      | Вероника Дзаппоне | Лукреция Лауренти | Сара Леветти тренер: Lucilla Macchiati     | ПЕЮ 2011           |
| 2012—13 | Вероника Дзаппоне  | Сара Леветти       | Элиза Патоно      | Арианна Лозано    | Денизе Пимпини тренер: Lucilla Macchiati   | ПЕЮ 2013 (4 место) |
| 2013—14 | Вероника Дзаппоне  | Сара Леветти       | Элиза Патоно      | Арианна Лозано    | Мартина Бронзино тренер: Lucilla Macchiati | ЧЕ 2013 (10 место) |
| 2016—17 | Федерика Аполлонио | Джорджия Аполлонио | Стефания Менарди  | Клаудия Альвера   | Сара Леветти                               | ЧИЖ 2017           |

(скипы выделены полужирным шрифтом)